# Аношкин, Николай Фёдорович
Николай Фёдорович Аношкин (18 декабря 1930 года, Тамбовская область) — физик, заместитель генерального директора Всероссийского института легких сплавов с 1974 года, лауреат премии имени П. П. Аносова

## Биография
Родился 18 декабря 1930 года в Тамбовской области.
В 1953 году окончил Московский авиационный технологический институт.
С 1953 по 1962 годы — мастер, начальник технического бюро цеха, начальник цеха, заместитель главного металлурга Верхне-Салдинского металлообрабатывающего завода.
С 1962 года — начальник научно-исследовательского сектора, лаборатории, отделения, заместитель начальника Всероссийского института легких сплавов (с 1974 года).
В 1997 году стал академиком РАЕН.

## Награды
- Ленинская премия (1976)
- Премия имени  П. П. Аносова (1981, совместно с В. Н. Моисеевым, О. П. Солониной) — за комплекс работ проблеме титана, опубликованных в монографиях «Зональная химическая неоднородность слитков», «Конструкционные титановые сплавы» и «Жаропрочные титановые сплавы»
- Почётный авиастроитель
- Заслуженный деятель науки и техники Российской Федерации (28 февраля 1995) — за заслуги в научной деятельности
- Медаль имени С. П. Королева Федерации космонавтики России